# وادي عردة (السوم)

تعديل مصدري - تعديل

وادي عردة هي إحدى قرى عزلة السوم بمديرية السوم التابعة لمحافظة حضرموت، بلغ تعداد سكانها 35 نسمة حسب تعداد اليمن لعام 2004.